# Иоанн III (епископ Неаполя)
Иоанн III (лат. Iohannes III, итал. Giovanni III; умер в 635) — епископ Неаполя (615—635).

## Биография
Основной исторический источник о Иоанне III — написанная на рубеже VIII—IX веков анонимным автором первая часть «Деяний неаполитанских епископов».
О происхождении и ранних годах жизни Иоанна III сведений не сохранилось. Он взошёл на епископскую кафедру Неаполя после скончавшегося в 615 году Пасхазия. Из деяний Иоанна III как главы Неаполитанский епархии упоминается только о строительстве по его приказу украшенного фресками и колоннами оратория. Также отмечается, что в 619 году папой римским стал неаполитанец Бонифаций V. Из других средневековых источников известно, что на первые годы епископствования Иоанна III пришёлся мятеж Иоанна Компсина, в 615/616—616/617 годах охвативший не только Неаполь, но и значительную часть Византийской Италии.
Иоанн III скончался в 635 году, будучи главой Неаполитанской епархии двадцать лет, семь месяцев и четырнадцать дней. Его преемником в епископском сане был Цезарий.